# جک پارکر
جک پارکر (انگلیسی: Jack Parker; ۲۷ سپتامبر ۱۹۱۵ – ۲۹ مهٔ ۱۹۶۴) ورزشکار دو و میدانی اهل ایالات متحده آمریکا بود.